# 卡拉辛 (卡明-卡希爾西基區)
51°23′42″N 25°0′30″E / 51.39500°N 25.00833°E
卡拉辛（烏克蘭語：Карасин），是烏克蘭西北部的村莊，隸屬沃倫州的卡明-卡希爾斯基區。該村面積3.09平方公里，海拔高度163米，2001年人口662，人口密度每平方公里214.1人。